# Димарчук Костянтин Миколайович
Костянтин Миколайович Димарчук (нар. 18 вересня 1977, Донецьк, УРСР) — російський та український футболіст та футзаліст, захисник.

## Життєпис
Вихованець ДЮСШ «Шахтар» (Донецьк). Футбольну кар'єру розпочав у сезоні 1993/94 років у складі донецького «Гаранту». У складі команди зіграв 1 матч в аматорському чемпіонаті України. Потім виступав за футзальний клуб «Донбас» з Донецька (9 матчів). Професіональну футбольну кар'єру розпочав 1994 року в складі СК «Одеса», в якому (з перервою у 1996 році, коли Костянтин грав за іллічівський «Портовик») виступав до 1997 року.
У 1997 році перейшов в російський «Зеніт» (Санкт-Петербург). За клуб провів 9 матчів у чемпіонаті, в 1998 році відданий в оренду в ФК «Тюмень». Пізніше грав в російських клубах «Жемчужина» Сочі (1999), «Кристал» Смоленськ (2000), «Терек» Грозний (2002), «Машук» П'ятигорськ (2003), «Спартак» Кострома (2004). У 2007 році грав за клуб ЛФЛ «Північ» Мурманськ. Потім повернувся до України, у 2010 році захищав кольори аматорського «Орлайна» з Донецька.